# Хуан Сяовэнь
Хуан Сяовэнь (род. 31 августа 1997, Тайбэй) — тайваньская боксёрша. Двукратная Чемпионка мира 2019 и 2023 годов. Призёр чемпионатов Азии 2017 и 2019 годов. Призёр летних Азиатских игр 2018 года. Бронзовый призёр летних Олимпийских игр 2020 года. Член сборной Китайского Тайбэя по боксу.
В настоящее время она учится в Католический университет Фужэнь.

## Карьера
На чемпионате Азии 2017 года завоевала бронзовую медаль в весовой категории до 57 кг.
На летних Азиатских играх 2018 года в Джакарте, она оказалась на третьем месте и завоевала бронзовую медаль.
На Чемпионате Азии 2019 года в Бангкоке она дошла до финального поединка в весовой категории до 54 кг, в котором уступила спортсменке из Китая, и завоевала серебряную медаль турнира.
Предолимпийский чемпионат мира 2019 года, который состоялся в Улан-Удэ в октябре, тайваньская спортсменка завершила финальным поединком, победив французскую спортсменку Каролин Крювелье по раздельному решению судей. В результате на одиннадцатом чемпионате мира по боксу среди женщин она завоевала титул чемпионки мира по боксу.
На Олимпийских играх в Токио, которые проходили летом 2021 года, тайбэйская спортсменка в весовой категории до 51 кг сумела дойти до полуфинала. По ходу соревнования выбив из борьбы спортсменок из Италии, Сербии. В полуфинале уступила Бусеназ Чакыроглу и завоевала бронзовую медаль Игр.